# Hercules W 2000
Die Hercules Wankel W 2000 ist ein von einem Wankelmotor angetriebenes Motorrad des Zweiradherstellers Hercules, das von 1974 bis 1979 gefertigt wurde.

## Geschichte

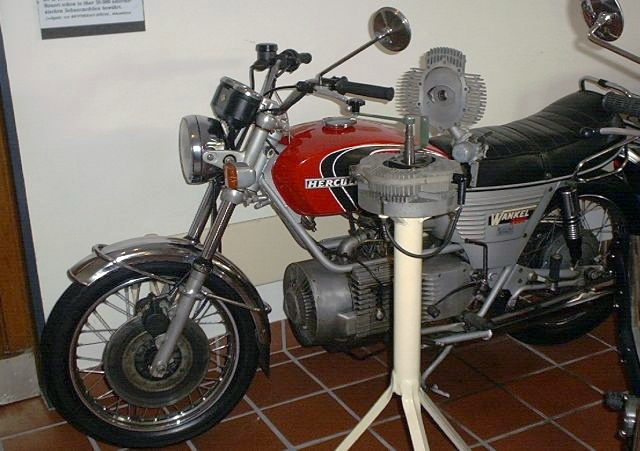
W 2000 im Motorradmuseum Ibbenbüren

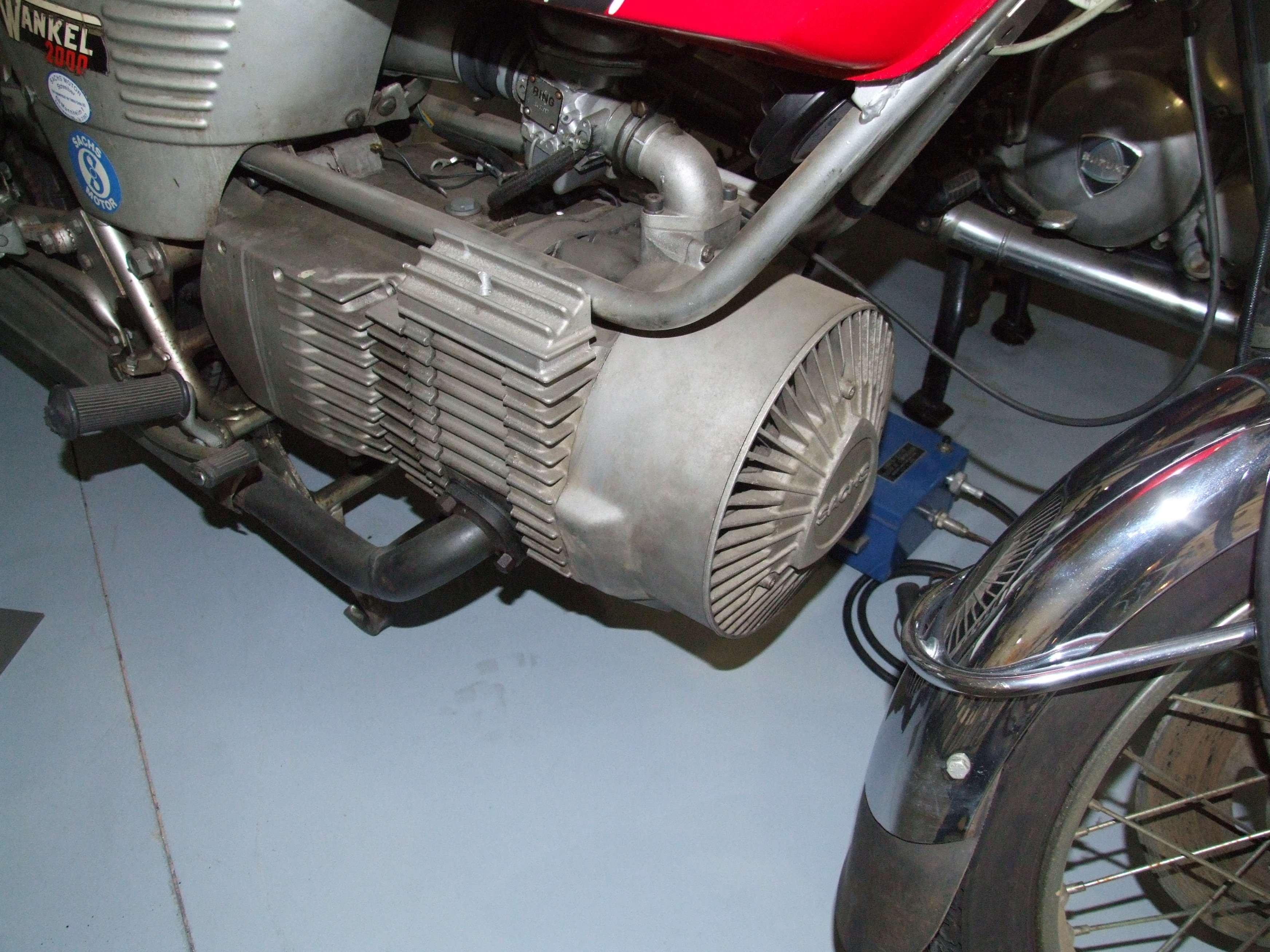
Motor der Hercules Wankel 2000, Museum Autovision, Altlußheim

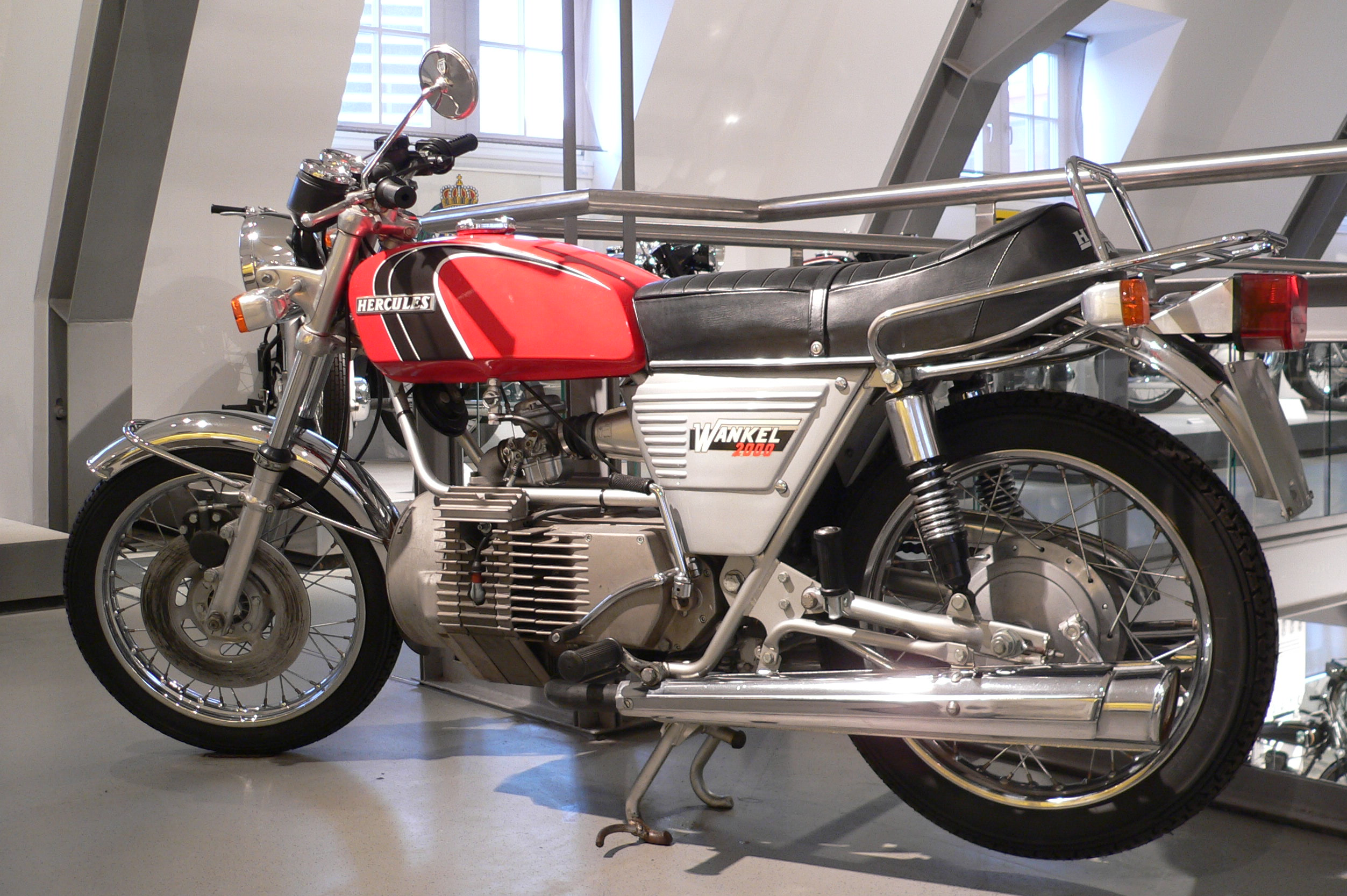
Hercules Wankel 2000 von 1975 im Zweirad-Museum Neckarsulm

Hercules als älteste deutsche Fahrrad-, Moped- und Motorradfabrik (gegründet 1886) wurde ab Mitte der 1960er-Jahre dem Konzern Fichtel & Sachs angegliedert, nachdem bereits viele Jahre eine intensive Zusammenarbeit mit diesem damals größten deutschen Zulieferer von Zweitakt-Einbaumotoren bestanden hatte. Fichtel & Sachs hatte schon Anfang der 1960er Jahre die Lizenzrechte zur Fertigung von Wankelmotoren von NSU erworben, ursprünglich für Stationärmotoren bis zu einer maximalen Leistung von 22 kW (30 PS). Ende der 1960er Jahre begannen Versuche mit einem Motorradantrieb, nachdem Wankelmotoren von Sachs sich bereits zigtausendfach in Schneemobilen und für stationäre Anwendungen bewährt hatten.
So erschien zur 27. Internationalen Fahrrad- und Motorradausstellung (IFMA) 1970 in Köln eine Modellstudie von Hercules, bei der versuchsweise ein Schneemobil-Wankelmotor von Sachs in leicht abgewandelter Form mit einem Vierganggetriebe und einem Kardanantrieb von einer BMW R 27 längs zur Fahrtrichtung in einen von Hercules entwickelten Motorradrahmen montiert war.
Das allgemein große Interesse der Fachpresse und auch der IFMA-Besucher an dieser Maschine führte letztlich zu der unternehmerischen Entscheidung von Sachs/Hercules, ein Wankelmotorrad in Serie zu fertigen. In einem nächsten Schritt wurde eine Vorserien-Testreihe von 50 Maschinen aufgelegt und 1973 an ausgesuchte Sachs/Hercules-Händler geliefert. Die Erfahrungen aus diesem Feldversuch sollten danach in der späteren Serienfertigung berücksichtigt werden.
Die Serienfertigung der Hercules W 2000 begann 1974. Die 176 kg schwere Maschine hatte zunächst eine Nennleistung von 25 PS, später 20 kW (27 PS) bei einem Einzelkammervolumen von 294 cm³. Der gebläsegekühlte Dreikammer-Einscheiben-Kreiskolbenmotor erzeugt ein maximales Drehmoment von 35 Nm bei einer Drehzahl von 4000 min−1. Das Motorrad beschleunigt in 7,8 s von 0 auf 100 km/h und erreicht eine Höchstgeschwindigkeit von 138 km/h. Die erste Bauserie wurde ab September 1974 an die Kunden ausgeliefert.
Da zur gleichen Zeit auch andere Motorradhersteller (Suzuki, Honda, Yamaha und MZ) mit dem Wankelantrieb experimentierten, hatte sich Hercules zum Ziel gesetzt, als weltweit erster Hersteller die Serienfertigung aufzunehmen. Dieses Ziel wurde auch erreicht. Allerdings führte die verfrüht aufgenommene Serienfertigung zu konstruktiven Schwächen und entsprechenden Kundenreklamationen.
Die Verkaufszahlen blieben gering. Das lag zuerst einmal am hohen Verkaufspreis (4550 DM gegenüber rund DM 2500 für eine 250er Honda) und auch am hohen Kraftstoffverbrauch von 7,2 Litern auf 100 km (Testwert). Dazu kam, dass die W 2000 in einigen wenigen Details (Cockpit, Zündschlüssel) an die Kleinkrafträder aus dem Hause Hercules erinnerte.
Zur IFMA 1976 wurde eine modifizierte Variante unter dem Namen „Hercules Wankel 2000 Injection“ vorgestellt. Sie enthielt einige technische Verbesserungen, vor allen Dingen eine Getrenntschmierung mit separatem Öltank und Öldosierpumpe. Dadurch entfiel das lästige Ölbeimischen beim Tanken.
Insgesamt wurden knapp 1800 Motorräder der beiden Baureihen gefertigt. Die letzten Maschinen wurden bis Ende der 1970er-Jahre an den Fachhandel ausgeliefert. Am 1. Januar 2012 waren in Deutschland noch 128 Motorräder zugelassen. Einige wenige Exemplare haben bis zur Jahrtausendwende in Händlerlagern „überlebt“, ohne jemals für den Straßenverkehr zugelassen worden zu sein. Sie sind heute gesuchte Sammlerstücke. Wegen des dem Motor vorgelagerten, groß dimensionierten Kühlluftgebläses wurde das Motorrad auch „Staubsauger“ genannt.

## Kritik
„Überhaupt strotzt die W 2000 von vorn bis hinten vor Kompromissen. Da hilft es auch nicht, wenn die Hercules-Anzeigen titeln: »Der Souverän. Vor Ihnen steht die Zukunft.« Denn nach Zukunft sieht hier überhaupt nichts aus, sondern nach einem etwas hausbacken gestylten Motorrad der frühen Siebziger. Mit klobigen Schaltern, Moped-Armaturen im Wasseruhren-Look, einem kuriosen Antrieb, der alles andere als eine Augenweide ist, und in der Vorserie sogar noch mit einer Trommelbremse im Vorderrad.“